# John J. Perry

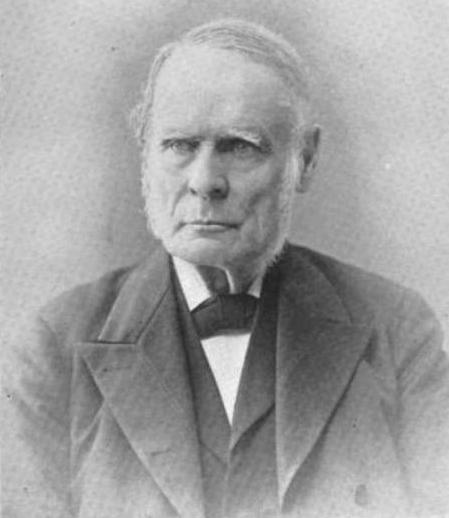
John J. Perry, 1893

John Jasiel Perry  (* 2. August 1811 in Portsmouth, New Hampshire; † 2. Mai 1897 in Portland, Maine) war ein US-amerikanischer Politiker. Zwischen 1855 und 1857 und nochmals von 1859 bis 1861 vertrat er den Bundesstaat Maine im US-Repräsentantenhaus.

## Werdegang
Bereits im Jahr 1812 zog John Perry mit seinen Eltern nach Hebron, dem heutigen Oxford in Maine. Dort besuchte er die öffentlichen Schulen und das Maine Wesleyan Seminary. Später wurde er stellvertretender Polizeichef im Oxford County. Nach einem Jurastudium und seiner im Jahr 1844 erfolgten Zulassung als Rechtsanwalt begann er in Oxford in seinem neuen Beruf zu praktizieren. Gleichzeitig begann Perry eine politische Laufbahn. In den Jahren 1840, 1842 und 1843 sowie später noch einmal, im Jahr 1872, war er Abgeordneter im Repräsentantenhaus von Maine. In den Jahren 1846 und 1847 gehörte Perry dem Staatssenat an. Im Jahr 1854 war er Verwaltungsangestellter im Staatsrepräsentantenhaus. Mitte der 1850er Jahre wurde Perry Mitglied der sogenannten Opposition Party, einer kurzlebigen Partei, in der vor allem einige ehemalige Mitglieder der Whig Party eine politische Heimat suchten.
Bei den Kongresswahlen des Jahres 1854 wurde Perry im zweiten Wahlbezirk von Maine in das US-Repräsentantenhaus in Washington, D.C. gewählt. Dort trat er am 4. März 1855 die Nachfolge von Samuel Mayall von der Demokratischen Partei an. Da er im Jahr 1856 eine erneute Kandidatur ablehnte, konnte Perry bis zum 3. März 1857 zunächst nur eine Legislaturperiode im Kongress absolvieren, die von den Diskussionen um die Sklaverei überschattet war.
Inzwischen wurde Perry Mitglied der 1854 gegründeten Republikanischen Partei. 1858 wurde er als deren Kandidat erneut in den Kongress gewählt. Dort trat er am 4. März 1859 die Nachfolge von Charles J. Gilman an, der zwei Jahre zuvor Perrys Nachfolger geworden war. Da er im Jahr 1860 nicht mehr kandidierte, blieb er auch diesmal bis zum 3. März 1861 nur für eine Legislaturperiode im US-Repräsentantenhaus. Dort erlebte er den Auszug der Abgeordneten aus dem Süden, die sich der Konföderation angeschlossen hatten. Im Frühjahr 1861 war Perry Mitglied einer Kommission, die in letzter Minute in der Bundeshauptstadt Washington versuchte, den Ausbruch des Bürgerkrieges zu verhindern. Diese Mission blieb aber erfolglos.
Nach dem Ende seiner Zeit im Repräsentantenhaus wurde John Perry im Zeitungsgeschäft tätig.  Zwischen 1860 und 1875 gab er die Zeitung "Oxford Democrat" heraus. Er war aber auch bei anderen Zeitungen inner- und außerhalb des Staates Maine beteiligt. 1872 war er noch einmal Abgeordneter im Staatsrepräsentantenhaus. Im Jahr 1875 zog Perry nach Portland, wo er weiterhin im Zeitungsgeschäft tätig war. Dort ist er im Jahr 1897 auch verstorben.